# مستعر أعظم 2008D
م أ 2008 دي هو مستعر أعظم اكتشفته ناسا في مرصد سويفت الفضائي بواسطة تلسكوب فضائي يستخدم الأشعة السينية. اكتشف انفجار المستعر الأعظم في المجرة الحلزونية إن جي سي 2770 على بعد 88 مليون سنة ضوئية (27 مليون فرسخ فلكي), في 9 يناير 2008 على يد باحثي كارينغي-برينستون أليشيا سودربرغ وإدو برغر وألبرت كونغ وتوم ماكاروني كل على حدة في نفس المرصد. وكان أول مستعر أعظم يرصد فور حدوثه.
صنف المستعر الأعظم على أنه من النوع مستعر أعظم ، 1 ب و 1 سي. أوضحت السرعات المقاسة للمستعر الأعظم 2008 دي معدل تمدده بأكثر من 10,000 كيلومتر في الثانية. كان الانفجار لا مركزي، مصحوب بغاز على أحد جانبيه يتحرك نحو الخارج أسرع من الجانب الآخر.